# 石练镇
石练镇，是中华人民共和国浙江省丽水市遂昌县下辖的一个乡镇级行政单位。

## 行政区划
石练镇下辖以下地区：
黄皮村、大茂坑村、姚埠村、爱丰村、景新村、石练村、宏象村、竹溪新村、淤溪村、柳村、迎新村和金练兴村。